# Thanh Hải, Phan Thiết
Thanh Hải là một phường thuộc thành phố Phan Thiết, tỉnh Bình Thuận, Việt Nam.
Phường Thanh Hải có diện tích 1,04 km², dân số năm 1999 là 7.289 người. Năm 2015 dân số phường đạt 9.662 người. mật độ dân số đạt 9.290 người/km². Khoảng 75% dân số phường này theo đạo Công giáo.